# B火薬

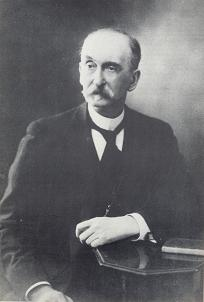
ポール・ヴィエイユ

B火薬（Poudre B）は最初の無煙火薬である。フランス語で白い粉を意味するブランシュから英語でB火薬と呼ばれるようになった。発明者の名前を取ってビエーユ火薬とも呼ばれる。

## 概要
1886年にポール・ヴィエイユ（Paul Vieille）というフランスの化学者によって発明された。
当時、ニトロセルロースは新型火薬として期待されながらも不安定で、火薬として使えなかったが、ポールによって初めて安定化させることに成功した。製法は、ニトロセルロースにエーテルとエタノールを加えて柔らかくして一緒にこねて、捏ねた物を薄いシートに丸めて、裁断するか、型によって押し出して形成した。

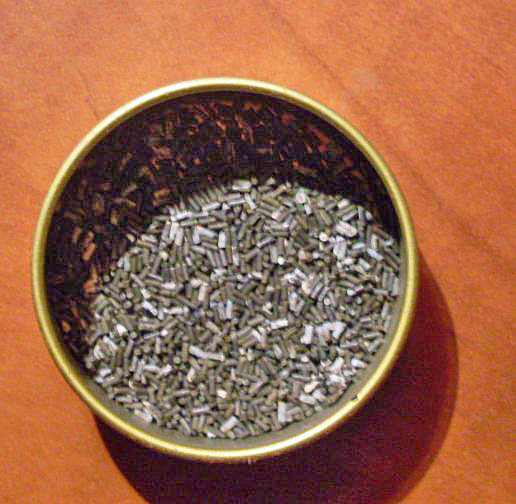
粒状のB火薬

黒色火薬（当時のフランスではPoudre N（NはNoir＝黒の意）と呼ばれていた）より強力で、煙の量が少ないことから、B火薬は使用者に大きな戦術的な有利さをもたらした。後にフランス政府によって採用され、フランス軍はルベルM1886ライフルというこの火薬を使用した新しい8mmカートリッジとライフルを導入した。
B火薬は初速の向上、射程の増加、携行弾薬量の増加をもたらしただけでなく、近代戦の戦術や兵器開発に革命をもたらした。無煙火薬の導入により、煙による視界の遮蔽が減少し、射撃精度や連射速度が向上。火砲や小火器の設計も進化した。この技術は他国でも採用され、20世紀の軍事技術の基礎となった。
しかし、揮発性の溶媒が蒸発してしまったB火薬は不安定になる傾向があったため、多くの事故が起きた。1890年代にコルダイトなどのより安全な無煙火薬が出現すると使用されなくなった。たとえば、フランスで、1907年に戦艦イエナ、1911年に戦艦リベルテでB火薬の自然発火と思われる爆発事故が起きている。

## ゼラチン化の目的と効果
ニトロセルロースをゼラチン化した主な理由とその効果は以下の通りである。

### 燃焼の制御
ニトロセルロースは単体では反応性が高く、爆発的に燃焼する性質を持つ。エーテルとアルコールによるゼラチン化により、ニトロセルロースは均一なゲル状となり、燃焼速度が制御可能となった。これにより、火薬の燃焼が安定し、銃器や大砲での使用に適した予測可能な爆発力を実現した。

### 安全性と取り扱いやすさ
純粋なニトロセルロース（綿火薬）は衝撃や摩擦に敏感で、製造や輸送中に爆発する危険性があった。ゼラチン化により、火薬の感度が低下し、安定性が向上。取り扱いや貯蔵が安全になった。

### 均一性と成形性
ゼラチン化により、火薬は均一な組成と構造を持つようになり、成形が容易となった。棒状や粒状など特定の形状に加工でき、性能の一貫性と製造精度が向上した。これは黒色火薬に比べ大きな利点であった。

### 煙の低減
ゼラチン化されたニトロセルロースは燃焼時に黒色火薬のような大量の煙を発生させない。この「無煙」特性は、戦場での視界確保や武器のメンテナンスを容易にし、軍事的に重要な利点となった。
ヴィエイユのゼラチン化技術は、ニトロセルロースの化学的性質を活用しつつ、実用性と安全性を高める画期的な手法であり、近代的な無煙火薬の基盤を築いた。

## ニトロセルロースの化学的性質
ニトロセルロース（硝酸セルロース）は、無煙火薬の主要成分であり、以下のような化学的性質を持つ。
- 化学組成：セルロース（C6H10O5）のヒドロキシ基（-OH）が硝酸エステル基（-ONO2）に置換された化合物。窒素含有量（置換度）は11～14%程度で、化学式は [C6H7O2(ONO2)3]n など。
- 高い反応性：硝酸エステル基により、外部の酸素供給なしで急速に燃焼・爆発する（自己酸化性）。この性質が火薬としての利用を可能にする。
- 感度：衝撃、摩擦、熱に敏感で、特に高置換度（窒素含有量13.5%以上）のものは爆発力が強い（ガンコットン）。
- 溶解性：エーテル、アルコール、アセトンなどの有機溶媒に溶けやすい。この性質をヴィエイユはゼラチン化に活用した。
- 燃焼特性：燃焼時に二酸化炭素、窒素、一酸化炭素、水蒸気などを生成し、固体残渣が少なく煙の発生が少ない。
- 不安定性と分解：長期間保管すると酸（硝酸など）が生成され、自己分解する可能性がある。安定剤（例：ジフェニルアミン）の添加が必要。
- 親水性と吸湿性：セルロース由来のため湿気を吸収しやすく、吸湿により性能や安定性が低下する。

これらの性質により、ニトロセルロースは火薬や爆薬として優れる一方、取り扱いに注意が必要であった。ヴィエイユのゼラチン化技術は、反応性や感度を制御し、実用性を高める鍵となった。